# Every Loser
Every Loser es el decimonoveno álbum de estudio por el músico estadounidense Iggy Pop. Fue publicado el 6 de enero de 2023 por Gold Tooth y Atlantic Records. 
Producido por Andrew Watt, el álbum cuenta con una banda de acompañamiento de Duff McKagan (bajo), Chad Smith (batería) y Josh Klinghoffer (guitarras, teclados). El álbum presenta contribuciones invitadas de los miembros de Jane's Addiction – Dave Navarro, Eric Avery y Chris Chaney – junto con apariciones del guitarrista de Pearl Jam, Stone Gossard, y los bateristas Taylor Hawkins y Travis Barker.

## Antecedentes
El 28 de octubre de 2022, Pop compartió el primer sencillo «Frenzy» con contribuciones de Duff McKagan y Chad Smith. La canción fue descrita como “cruda” y “energética”. El cantante anunció el álbum junto con los detalles del lanzamiento en sus cuentas de redes sociales el 10 de noviembre de 2022. Al anunciar el álbum, Pop calificó la colaboración con Watt y Gold Tooth de “pasada de moda”. La intención del álbum es “dar una paliza” al oyente. Un segundo sencillo, «Strung Out Johnny», se lanzó el 12 de diciembre de 2022.

## Posicionamiento
| Gráfica (2023)                          | Pico de posición |
| --------------------------------------- | ---------------- |
| Australia (ARIA Charts)                 | 72               |
| Austria (Ö3 Austria Top 40)             | 7                |
| Bélgica (Flandes) (Ultratop 200 Albums) | 32               |
| Bélgica (Valonia) (Ultratop 200 Albums) | 15               |
| Países Bajos (Album Top 100)            | 58               |
| Finlandia (Suomen virallinen lista)     | 40               |
| Francia (SNEP)                          | 8                |
| Alemania (Offizielle Top 100)           | 2                |
| Hungría (MAHASZ)                        | 7                |
| Italia (FIMI)                           | 57               |
| Portugal (AFP)                          | 13               |
| Escocia (Scottish Albums Chart)         | 2                |
| España (PROMUSICAE)                     | 58               |
| Suiza (Schweizer Hitparade)             | 1                |
| Reino Unido (UK Albums Chart)           | 33               |